# 吉日·帕夫倫科
吉日·帕夫倫科（1992年4月14日—）是一位捷克足球運動員。在場上的位置是守門員。現效力於希臘足球超級聯賽球隊PAOK。他也代表捷克各級國青隊參賽。

## 外部連結
- Soccerway資料庫：吉日·帕夫倫科
- Template:CMFS player